# Kefalograviera
Kefalograviera (griechisch Κεφαλογραβιέρα) ist ein Hartkäse aus Griechenland, der sensorisch und technologisch (sowie auch der Name andeutet) zwischen den Käsesorten Kefalotyri und Graviera steht. 
Der Produktname Kefalograviera ist seit 1996 als geschützte Ursprungsbezeichnung eingetragen. Er wird entweder aus Schafmilch oder aus Mischungen von Schafsmilch mit bis zu 10 Prozent Ziegenmilch in Westmakedonien, Epirus, Etoloakarnania und Evrytania hergestellt. Kefalograviera ist ein elastischer Hartkäse mit wenigen unregelmäßigen Löchern mit einem Durchmesser von 0,5 bis 1 Zentimetern. Seine Farbe liegt zwischen Weiß und blassem Gelb, seine Rinde ist dünn und hart. Aufgrund seiner guten sensorischen Eigenschaften (mild bis leicht pikant und leicht salzig) ist er in Griechenland und im Ausland beliebt geworden. Im Jahr 2012 erreichte die Produktion von Kefalograviera g.U. 2,439 Tonnen. Er gilt als eine der beliebtesten Käsesorten Griechenlands und wird seit den 1960er Jahren hergestellt.

## Herstellung
Calciumchlorid, Starterkulturen und Lab werden der rohen, thermisierten oder pasteurisierten Milch zugesetzt, doch traditionell werden gar keine Starter verwendet. Das Koagulat wird in Partikel von Maiskorngröße geschnitten und bei 48 °C bis zur gewünschten Festigkeit erhitzt. Dann wird der Käsebruch in runde Formen gefüllt, gepresst und dann 24 Stunden lang bei 14–16 °C stehen gelassen. Anschließend wird der Käse in Salzlake von unterschiedlicher Konzentration gesalzen (zehn Salzungen). Schließlich wird der Käse drei Monate lang bei 6 °C reifen gelassen. Das Endprodukt hat einen maximalen Feuchtigkeitsgehalt von 40 Prozent, einen minimalen Fettgehalt in der Trockenmasse von 40 Prozent und einen Salzgehalt von 3,4 Prozent.
Manchmal werden jedoch auch Mischungen aus Kuh- und Schafsmilch (60:40) verwendet.